# Scott, Quận Burnett, Wisconsin
Scott là một thị trấn thuộc quận Burnett, tiểu bang Wisconsin, Hoa Kỳ. Năm 2010, dân số của thị trấn này là 478 người.